# Mosapramin
Mosapramin (Kremin) je atipični antipsihotik koji se koristi u Japanu. On je potentan dopaminski antagonist sa visokim afinitetom za 2, 3, i 4 receptore, i sa umerenim afinitetom za 5-2 receptore.

## Spoljašnje veze
|  | Molimo Vas, obratite pažnju na važno upozorenje u vezi sa temama iz oblasti medicine (zdravlja). |